# The Crying Light
The Crying Light es el tercer álbum de estudio de Antony and the Johnsons. Fue lanzado al mercado el 19 de enero de 2009.
The crying light, es una emoción contenida, un gesto en movimiento,  que se transmite en un suspiro de aliento humano cercano, de una belleza poco común, tan parecida a la portada que nos inspira congelado para la perpetuidad Kazuo Ohno.
La mezcla no admite duda, limpieza y perfección que funde aquello que suena y lo que se intuye con delicadeza,  con un maravilloso sentido escénico dramático y la danza.
Una obra para escuchar con extremada atención y que invita a contener la respiración para no interferir las sensaciones acústicas que transmite.

## Lista de canciones
Compuestas por Antony Hegarty excepto las colaboraciones indicadas.
1. "Her Eyes Are Underneath the Ground" (Antony & Nick Hegarty) – 4:24
2. "Epilepsy Is Dancing" – 2:42
3. "One Dove" (Antony & Barry Reynolds) – 5:34
4. "Kiss My Name" – 2:48
5. "The Crying Light" – 3:18
6. "Another World" – 4:00
7. "Daylight and the Sun" – 6:21
8. "Aeon" – 4:35
9. "Dust and Water" – 2:50
10. "Everglade" – 2:58

- Datos: Q511125